# Patataj (album)
Patataj – drugi album zespołu Brathanki, wydany 11 czerwca 2001 nakładem Sony Music Entertainment Poland.
Nagrania dotarły do 3. miejsca listy OLiS i osiągnęły status platynowej płyty.

## Lista utworów
1. „A on tak całował, tak całował mnie”
2. „W kinie, w Lublinie – kochaj mnie”
3. „Dzyń, dzyń, dzyń – kołysanka dla Jacusia”
4. „Let's Make the Water Turn Black”
5. „Hej góry, hej góry”
6. „W lesie, co jest blisko sadu”
7. „Widać tak być z nami miało”
8. „Życie to nie mieć lecz być”
9. „Baltover Hadova”
10. „To są ręce, to dziewczęce biodra”
11. „Za wielkim morzem ty”
12. „Moje uda, moje oczy, moje łzy”
13. „Polka Kazek”
14. „Rejtelmek”
15. „Wszak być może znacznie gorzej”

## Twórcy
- Halina Młynkowa – śpiew
- Janusz Mus – akordeon, puzon, śpiew
- Stefan Błaszczyński – flety
- Adam Prucnal – skrzypce, instrumenty klawiszowe
- Jacek Królik – gitary
- Grzegorz Piętak – gitara basowa
- Piotr Królik – perkusja
- Zbigniew Książek – autor tekstów